# Xfinity Center (Mansfield)
Das Xfinity Center (auch Great Woods Center for the Performing Arts, Great Woods, Tweeter Center for the Performing Arts und Comcast Center) ist ein Amphitheater in Mansfield, Massachusetts.

## Geschichte und Nutzung
Das Gebäude wurde am 13. Juni 1986 eröffnet. Es befindet sich in Besitz des Unternehmens Live Nation New England, ein Teil des Live Nation Entertainment Programmes. Das Tochterunternehmen führt die Anlage ebenfalls. Im Jahr 2002 wurde das Veranstaltungsgelände renoviert. Zuvor wurde es im Jahr 1994 erweitert. Insgesamt bietet das Amphitheater Platz für mehr als 20.000 Besuchern bei Konzerten. In dem 13 Millionen US-Dollar teuerem Theater traten schon namhafte Künstler der Musikbranche wie zum Beispiel Eric Clapton, David Bowie, Elton John, Nickelback und The Who auf.